# Toplotni most
Toplôtni móst je mesto na zunanjem ovoju zgradbe, kjer je bistveno povečano prehajanje toplote, kot posledica nenatančnosti pri načrtovanju in gradnji stavbe. Največkrat se pojavljajo na vogalih, stikih in robovih, kjer je zmanjšan toplotni upor, saj tu temperatura hitreje pada.
Poznamo več vrst toplotnih mostov, ki jih delimo glede na vzrok nastanka:
- Konvekcijski toplotni most nastane na mestih, kjer topel zrak brez ovire uhaja iz stavbe skozi špranje, odprtine,...
- Geometrijski toplotni most nastane na mestih, ker je površina na notranji strani gradbenega materiala manjša od zunanje površine. Presek je povečan in zato se zviša tudi toplotna prevodnost. Tej obliki se je zelo težko izogniti, saj se pojavi vsakič, ko se dve steni stikata pod določenim kotom (npr. vogali).
- Konstrukcijski toplotni mostovi so najbolj težavni. Pojavijo se ob prekinitvi toplotnega ovoja zgradbe in so v veliki meri posledica nedoslednosti pri načrtovanju zgradbe.